# Kolačno
Kolačno je naselje v Občini Slovenske Konjice.